# Barruelo del Valle
Barruelo del Valle ist ein Ort und eine spanische Gemeinde (municipio) mit 52 Einwohnern (Stand: 2024) in der Provinz Valladolid der Region Kastilien-León.

## Lage
Der Ort Barruelo del Valle liegt in der Iberischen Meseta knapp 37 km (Fahrtstrecke) westlich von Valladolid bzw. knapp 50 km nordwestlich von Medina del Campo in einer Höhe von ca. 815 m ü. d. M. Das Klima im Winter ist kalt, im Sommer dagegen warm bis heiß; der spärliche Regen (ca. 410 mm/Jahr) fällt verteilt übers ganze Jahr.

## Bevölkerungsentwicklung
| Jahr      | 1842  | 1900 | 1950 | 2000 | 2016 |
| Einwohner | k. A. | 310  | 256  | 76   | 66   |

Der kontinuierliche Bevölkerungsrückgang im 20. Jahrhundert ist im Wesentlichen auf die Mechanisierung der Landwirtschaft zurückzuführen.

## Wirtschaft
Die Einwohner lebten jahrhundertelang hauptsächlich als Selbstversorger von der Landwirtschaft, zu der auch ein wenig Viehzucht (Schafe, Ziegen, Hühner) und in geringem Umfang auch der Weinbau gehörte. Erwirtschaftete Überschüsse konnten wegen der großen Entfernungen zu den städtischen Märkten nur schwer verkauft werden.

## Geschichte
Im 8. Jahrhundert wurde das Gebiet von den Mauren erobert, doch bereits im 9. Jahrhundert eroberten asturisch-leonesische Heere die Gebiete nördlich des Duero zurück (reconquista). Ende des 10. Jahrhunderts machte der maurische Heerführer Almansor die christlichen Erfolge vorübergehend wieder zunichte. Im 11. Jahrhundert dehnte das Königreich León sein Herrschaftsgebiet erneut bis zur Duero-Grenze aus. Nach vorangegangenen Versuchen vereinigte sich León im Jahr 1230 endgültig mit dem Königreich Kastilien. Seine Blütezeit erlebte der Ort im ausgehenden Mittelalter und in der frühen Neuzeit.

## Sehenswürdigkeiten
- Die Iglesia de San Pelayo ist die Pfarrkirche des Ortes. Sie wurde im 16. Jahrhundert errichtet und hat einen pyramidal aufgebauten, dreigeteilten Glockengiebel mit seitlichen Schwüngen. Das Portal befindet sich auf der Südseite. Das Innere der Kirche ist einschiffig und tonnengewölbt.[8]

Umgebung
- Auf einer Anhöhe inmitten der Felder befindet sich die kleine Einsiedlerkirche Ermita de la Virgen de Villaudar.[9]